# Новодмитрівська сільська рада (Костянтинівський район)

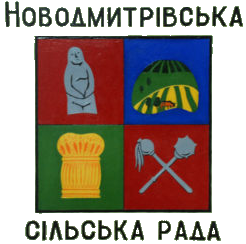

Новодмитрівська сільська рада — колишній орган місцевого самоврядування у Костянтинівському районі Донецької області з адміністративним центром у селищі Новодмитрівка.

## Населені пункти
Сільській раді підпорядковані населені пункти:
- с-ще Новодмитрівка
- с. Іжевка
- с-ще Молочарка
- с-ще Стінки
- с-ще Червоне

## Склад ради
Рада складається з 16 депутатів та голови.

## Керівний склад сільської ради
| ПІБ                      | Основні відомості                                                                       | Дата обрання | Дата звільнення |
| ------------------------ | --------------------------------------------------------------------------------------- | ------------ | --------------- |
| Яковлев Микола Дмитрович | Сільський голова, 1956 року народження, освіта, член Партії регіонів                    | 26.03.2006   | 31.10.2010      |
| Яковлев Микола Дмитрович | Сільський голова, 1956 року народження, освіта середня спеціальна, член Партії регіонів | 31.10.2010   |                 |

Примітка: таблиця складена за даними джерела